# Listen

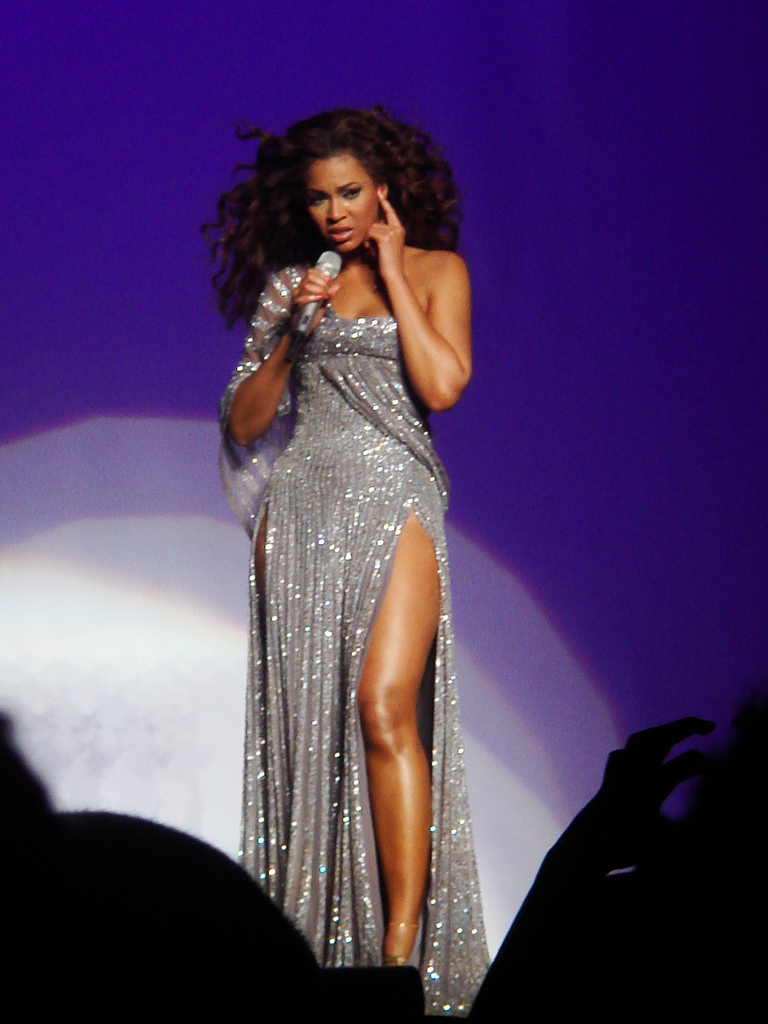
Beyoncé framför låten "Listen"

"Listen" är en låt som Beyoncé Knowles skrev för filmen Dreamgirls år 2006. Den utgavs som singel den 29 januari 2007.